# SN 1953L
SN 1953L – niepotwierdzona supernowa odkryta 14 października 1953 roku w galaktyce UGC 3267. W momencie odkrycia miała maksymalną jasność 15,00m.